# Ryszard Sarkowicz
Ryszard Stanisław Sarkowicz (ur. 2 listopada 1952 w Rzeszowie, zm. 15 stycznia 2021 w Krakowie) – polski prawnik, etyk i dyplomata w stopniu ambasadora tytularnego, konsul generalny w Chicago (1997–2001) i Sydney (2004–2009), stały przedstawiciel RP przy ONZ w Nowym Jorku (2012–2014) oraz ambasador w Irlandii (2015–2018).

## Życiorys
W 1977 ukończył prawo na Wydziale Prawa i Administracji Uniwersytetu Jagiellońskiego, a w 1979 filozofię na tej samej uczelni. W 1977 rozpoczął pracę naukowo-dydaktyczną na WPiA UJ. W 1993 został doktorem nauk prawnych, w 1995 doktorem habilitowanym w zakresie teorii prawa na podstawie rozprawy Poziomowa interpretacja tekstu prawnego. Przebywał jako stypendysta Humboldta na Uniwersytecie Monachijskim (1994–1995). W latach 90. wykładał także w Nowym Jorku. W latach 2004–2009 był profesorem nadzwyczajnym UJ.
W latach 1989–1991 był konsultantem prawnym w Biurze Doradztwa Prawnego w Krakowie. W służbie dyplomatycznej od 1991 – był konsulem do spraw prawnych i kierownikiem działu (1991–1993), a później konsulem generalnym RP w Chicago (1997–2001), zastępcą dyrektora Protokołu Dyplomatycznego ds. prawnych, konsulem generalnym w Sydney (2004–2009), dyrektorem Departamentu Prawno-Traktatowego w MSZ (2010–2012), stałym przedstawicielem RP przy ONZ w Nowym Jorku (2012–8 sierpnia 2014) i ambasadorem w Irlandii (2015–30 czerwca 2018).
W 2010 za zasługi w działalności na rzecz służby zagranicznej odznaczony Złotym Krzyżem Zasługi. Był wyróżniony nagrodą naukową PAN im. Leona Petrażyckiego. Członek Komisji Języka Prawnego Rady Języka Polskiego. Znał angielski i niemiecki.

## Życie prywatne
Z żoną Anną miał córkę Marię. Pochowany na Cmentarzu Salwatorskim w Krakowie.

## Publikacje
- Wyrażanie przyczynowości w tekście prawnym: (na przykładzie kodeksu karnego z 1969 r.), UJ Kraków 1989, Zeszyty Naukowe Uniwersytetu Jagiellońskiego nr 956
- Poziomowa interpretacja tekstu prawnego, UJ Kraków 1995 (praca habilitacyjna)
- Teoria prawa, UJ Kraków 1996 (podręcznik, wspólnie z Jerzym Stelmachem
- Filozofia prawa XIX i XX wieku, UJ Kraków 1998 (wspólnie z Jerzym Stelmachem)
- Amerykańska etyka prawnicza, Zakamycze Kraków 2004
- Polska kultura prawna a proces integracji europejskiej /pod red. Sławomiry Wronkowskiej; aut. Ryszard Sarkowicz [et al.], Zakamycze Kraków 2005